# 虎狼之药
虎狼之药又称虎狼之剂或狼虎之剂，是对药性峻猛的中药的称谓，如白虎湯等。
明朝的太醫許紳用虎狼之药作治好明世宗在壬寅宮變中受創的药物。但不久許紳患病，临终前说：「吾不起矣，曩者宫变，吾自度不效必杀身，因而惊悸，非药石所能治也。」